# Million Dollar Baby
Pour l’article homonyme, voir Million Dollar Baby (homonymie).
Pour plus de détails, voir Fiche technique et Distribution.
Million Dollar Baby ou La Fille à un million de dollars au Québec est un film américain réalisé par Clint Eastwood et sorti en 2004. Il s'agit de l'adaptation de la nouvelle La Fille à un million de dollars de F. X. Toole. En s'appuyant sur l'univers de la boxe anglaise féminine, ce drame sportif confronte le spectateur à diverses thématiques comme la transmission, la réussite à tout prix, les rapports intrafamiliaux, la culpabilité, le handicap, le sens de la vie, la mort, l'accomplissement personnel et l'euthanasie.
Acclamé par la critique,,, le film reçoit de nombreuses distinctions dont quatre Oscars, celui du meilleur film, du meilleur réalisateur, de la meilleure actrice pour Hilary Swank et du meilleur acteur dans un second rôle pour Morgan Freeman, en 2005. Il reçoit, la même année, deux Golden Globes ainsi que le César du meilleur film étranger en 2006. Le film est également un succès commercial.

## Synopsis
Autrefois entraîneur de boxe réputé, Frankie (Clint Eastwood) dirige une petite salle de boxe régionale avec son meilleur ami, un ancien boxeur nommé Scrap (Morgan Freeman). Leur quotidien est bouleversé par l'arrivée d'une jeune boxeuse appelée Margaret « Maggie » Fitzgerald (Hilary Swank), maladroite mais déterminée. Maggie arrive tout droit du Missouri et vient de démissionner de son job de serveuse. Elle rejoint Los Angeles pour se mettre à la boxe.
Frankie est d'abord réticent à l'idée d'entraîner Maggie, mais finit par accepter de s'occuper d'elle. Devant le succès de Maggie qui enchaîne les KO rapides, il lui offre une tenue aux couleurs de l'Irlande sur laquelle est brodé « Mo Cuishle ». Les spectateurs irlandais scandent ce mot, qui devient alors son surnom. Maggie en demande la signification mais son entraîneur reste évasif.
Après que Maggie eut battu en un seul round toutes ses adversaires, Frankie cède devant ses demandes incessantes et accepte de passer aux niveaux supérieurs, jusqu'au championnat du monde de boxe féminine. Un combat est organisé à Las Vegas contre Billie  « l'Ourse Bleue », une habituée des coups illicites.
À la fin du troisième round largement gagné par Maggie, alors que les deux boxeuses regagnent leur coin, le soigneur couche le tabouret et l'Ourse Bleue assène un violent coup en traître qui propulse Maggie sur la tranche de l'assise du tabouret alors même que Frankie tente de le retirer du ring afin d'éviter le drame. Les vertèbres cervicales de Maggie n'y résistent pas.
Maggie est amenée à l'hôpital et devient tétraplégique. Frankie veille sur elle jour et nuit. Il trouve le meilleur hôpital pour la traiter mais la gangrène gagne une de ses jambes au niveau du genou et elle se retrouve amputée. Elle est alors sous assistance respiratoire et profondément désespérée.
Maggie supplie Frankie d'abréger ses souffrances et commet plusieurs tentatives de suicide. Horrifié et dévasté, Frankie refuse d'abord. Mais finalement, après de longues hésitations, Frankie cède à son insistance et accepte de l'euthanasier : il lui dévoile enfin la signification de « Mo Cuishle » (mon amour, mon sang) avant de lui injecter une dose mortelle d'adrénaline.
Frankie part pour ne plus jamais revenir dans la salle de boxe, laissant Scrap se demander ce qu'il devient. Il écrit une lettre à la fille de Frankie pour lui révéler la vraie nature de son père - lettre dont le contenu aura fait office de narration durant le film.

## Fiche technique
- Titre : Million Dollar Baby
- Titre québécois : La Fille à un million de dollars[6]
- Réalisation : Clint Eastwood
- Scénario : Paul Haggis, d'après la nouvelle La Fille à un million de dollars de F. X. Toole
- Musique : Clint Eastwood[7]
- Décors : Henry Bumstead
- Costumes : Deborah Hopper
- Photographie : Tom Stern
- Son : Walt Martin
- Montage : Joel Cox
- Production : Clint Eastwood, Paul Haggis, Robert Lorenz
- Sociétés de production : Malpaso Productions, Lakeshore Entertainment, Albert S. Ruddy Productions et Epsilon Motion Pictures
- Sociétés de distribution : Warner Bros., Ascot Elite[8]
- Budget : 30 millions de USD
- Pays de production :  États-Unis
- Langue originale : anglais
- Format : couleur (Technicolor) — 35 mm — 2,35:1 — son DTS / Dolby Digital / SDDS
- Genre : drame, sport
- Durée : 132 minutes
- Dates de sortie[9] :
  - États-Unis : 15 décembre 2004 (sortie limitée),  28 janvier 2005
  - France, Suisse romande : 23 mars 2005
  - Belgique : 30 mars 2005
- Classification :
  - États-Unis : PG-13
  - France : tous publics

## Distribution
- Clint Eastwood (VF : Marc Cassot ; VQ : Jean-Marie Moncelet) : Frankie Dunn
- Hilary Swank (VF : Marjorie Frantz ; VQ : Camille Cyr-Desmarais) : Margaret « Maggie » Fitzgerald
- Morgan Freeman (VF : Med Hondo ; VQ : Aubert Pallascio) : Eddie « Scrap-Iron » Dupris
- Jay Baruchel (VF : Emmanuel Garijo ; VQ : Philippe Martin) : Danger Barch
- Mike Colter (VF : Daniel Lobé ; VQ : Sébastien Ventura) : Big Willie Little
- Lucia Rijker : Billie « L'Ourse bleue »
- Brían F. O'Byrne (VF : Philippe Peythieu ; VQ : François Godin) : Père Horvak
- Anthony Mackie (VF : Lucien Jean-Baptiste) : Shawrelle Berry
- Margo Martindale (VF : Marion Game ; VQ : Anne Caron) : Earline Fitzgerald
- Riki Lindhome (VF : Dorothée Pousséo ; VQ : Julie Burroughs) : Mardell Fitzgerald
- Marcus Chait (VF : Emmanuel Karsen) : J. D. Fitzgerald
- Michael Peña (VF : Thierry Wermuth ; VQ : Frédéric Paquet) : Omar
- Benito Martinez (VF : Gilles Morvan) : le manager de Billie
- Morgan Eastwood : la petite fille dans le camion

Sources et légende : Version française (VF) sur Voxofilm. version québécoise (VQ) sur Doublage Québec

## Production

### Développement
Le film s'inspire de plusieurs nouvelles semi-autobiographiques écrites par F. X. Toole, nom de plume de Jerry Boyd, un ancien soigneur professionnel de boxe.
Le projet reste longtemps en « development hell », car aucun studio n'y croit, même lorsque Clint Eastwood signe comme réalisateur et acteur. La Warner, collaboratrice régulière du réalisateur, refuse de lui donner un budget de 30 millions de dollars. Clint Eastwood persuade alors Tom Rosenberg et sa société Lakeshore Entertainment de lui assurer la moitié du budget.

### Attribution des rôles
Pour se préparer au rôle, Hilary Swank n'a eu que trois mois. Elle s'est entrainée avec Hector Roca, ancien coach notamment d'Iran Barkley, Arturo Gatti, Regilio Tuur. L'actrice a également eu pour sparring-partner la championne de boxe Lucia Rijker.
Morgan Freeman retrouve Clint Eastwood, quelques années après le western Impitoyable (1992).

### Tournage
Le tournage a duré moins de 40 jours, entre juin et juillet 2004, principalement à Los Angeles et aux Warner Brothers Burbank Studios à Burbank.
Les extérieurs ont été tournés dans plusieurs quartiers de Los Angeles, notamment sur la promenade de Venice et sur Hollywood Boulevard. Les matchs de boxe sont filmés au Grand Olympic Auditorium (en).
Ce film fait partie des nombreux films tournés au Quality Cafe, à Downtown Los Angeles.

## Bande originale
Clint Eastwood a écrit lui-même la musique de son film, pour la seconde fois après Mystic River (2003). La musique est interprétée par l'orchestre Hollywood Studio Symphony. Des chansons sont écrites par Kyle Eastwood et Michael Stevens.
Liste des titres
1. Blue Morgan (Opening)
2. It's Nice Viewing
3. Boxing Baby (écrit et interprété par Kyle Eastwood et Michael Stevens)
4. Boxing Montage
5. Pick Up Money
6. Nice Working With You
7. The Letters
8. Blue Diner (écrit et interprété par Kyle Eastwood et Michael Stevens)
9. Deep In Thought
10. Driving
11. Blue Bear'
12. Frankie Horrified
13. They're Amateurs
14. May Have To Lose It
15. Maggie's Plea
16. Frankie's Dilemma
17. Frankie's Decision
18. Lethal Dose
19. Frankie's Office
20. Blue Morgan (Ending)

## Accueil

### Accueil critique
Sur l'agrégateur américain Rotten Tomatoes, le film récolte 91 % d'opinions favorables pour 268 critiques. Sur Metacritic, il obtient une note moyenne de 86⁄100 pour 39 critiques.
En France, le film obtient une note moyenne de 4,9⁄5 sur le site Allociné, qui recense 25 titres de presse.

### Box-office
- États-Unis : 100 492 203 $[4]
- France : 3 160 585 entrées[15]
- Mondial : 216 763 646 $[4]

## Distinctions

### Récompenses
Oscars 2005
- Meilleur film
- Meilleur réalisateur pour Clint Eastwood
- Meilleure actrice pour Hilary Swank
- Meilleur acteur dans un second rôle pour Morgan Freeman

Golden Globes 2005
- Golden Globe du meilleur réalisateur pour Clint Eastwood
- Golden Globe de la meilleure actrice dans un film dramatique pour Hilary Swank

Autres
- Critics' Choice Movie Award de la meilleure actrice pour Hilary Swank
- César du meilleur film étranger remporté en 2006
- Satellite Award de la meilleure actrice pour Hilary Swank
- Satellite Award du meilleur scénario adapté
- NAACP Image Awards du meilleur acteur dans un second rôle pour Morgan Freeman
- Screen Actors Guild Award de la meilleure actrice pour Hilary Swank
- Screen Actors Guild Award du meilleur acteur dans un second rôle pour Morgan Freeman

### Nominations
Oscars 2005
- Nomination à l'Oscar du meilleur acteur pour Clint Eastwood
- Nomination à l'Oscar du meilleur montage
- Nomination à l'Oscar du meilleur scénario adapté

Golden Globes 2005
- Golden Globe du meilleur acteur dans un second rôle pour Morgan Freeman
- Golden Globe du meilleur film dramatique
- Golden Globe de la meilleure musique de film pour Clint Eastwood

Autres
- Critics' Choice Movie Award du meilleur acteur dans un second rôle pour Morgan Freeman
- Critics' Choice Movie Award du meilleur réalisateur pour Clint Eastwood
- Critics' Choice Movie Award du meilleur film
- Grammy Award pour la meilleure chanson de film
- Screen Actors Guild Award de la meilleure distribution

## Commentaires et analyse
Adapté de la nouvelle La Fille à un million de dollars tirée du livre  Rope Burns: Stories from the Corner (La Brûlure des cordes) de l'ex-entraîneur de boxe F.X. Toole (1930 - 2002), et scénarisé par Paul Haggis, cette tragédie puissante aborde de grands thèmes qui en font bien plus qu'un simple film de boxe, féminine en l'occurrence : la réussite à tout prix au-delà des clivages sociaux, le star-system et le fanatisme du public, les relations familiales, la foi chrétienne, la maladie, la mort, la vieillesse et l'euthanasie.

## Postérité
Le titre d'un épisode de la série d'animation Les Simpson (saison 21, épisode 11), est inspiré du titre de ce film : Million dollar Maybe (en français Million dollar ma biche).